# 维拉迪布里亚诺
维拉迪布里亚诺（義大利語：Villa di Briano），是意大利卡塞塔省的一个市镇。总面积8平方公里，人口6355人，人口密度794.4人/平方公里（2009年）。ISTAT代码为061098。